# Petrônio Gontijo
Petrônio Gontijo (Varginha, 5 de julio de 1968) es un actor brasileño. Estudió en la Universidad Estatal de Campinas, donde se formó en artes escénicas. Es conocido por haber interpretado Aaron en Moisés y los diez mandamientos y a Pedro en la novela Jesús.

## Filmografía

### Televisión
| Año         | Título                             | Personaje                    | Emissora   |
| ----------- | ---------------------------------- | ---------------------------- | ---------- |
| 1991        | Salomé                             | Duda                         | Rede Globo |
| 1993        | Olho no Olho                       | Marco Antônio                | Rede Globo |
| 1994        | Pátria Minha                       | Murilo Henrique Pellegrini   | Rede Globo |
| 1995        | Malhação                           | Gregório                     | Rede Globo |
| 1996        | Razão de Viver                     | Pedro                        | SBT        |
| 1997        | Os Ossos do Barão                  | Vicente                      | SBT        |
| 1998        | Serras Azuis                       | Gaius Gutemberg              | Band       |
| 1999        | Malhação                           | Padre Alexandre              | Rede Globo |
| 2000        | Vidas Cruzadas                     | Zé Carlos                    | RecordTV   |
| 2001        | Pícara soñadora                    | Alfredo Rockfield            | SBT        |
| 2002        | Marisol                            | João Vicente                 | SBT        |
| 2004        | Sus Ojos                           | Vitor                        | SBT        |
| 2005        | Esas mujeres                       | Dr. Torquato Ribeiro         | RecordTV   |
| 2006        | Marcas del Destino                 | Gustavo                      | RecordTV   |
| 2007        | Luz do Sol                         | Antônio "Tom" Vasconcelos    | RecordTV   |
| 2008        | Los mutantes - Caminos del corazón | Fredo Cavalcanti             | RecordTV   |
| 2009        | Poder paralelo                     | Rodolfo "Rudi" Castellammare | RecordTV   |
| 2011        | Insensato corazón                  | Roberto "Beto" Fischer       | Rede Globo |
| 2011        | O Madeireiro                       | Júlio                        | RecordTV   |
| 2012        | Máscaras                           | Dr. Décio Navarro            | RecordTV   |
| 2014        | Milagros de Jesús                  | Quiramin                     | RecordTV   |
| 2014        | Conselho Tutelar                   | André Noronha                | RecordTV   |
| 2015 - 2016 | Moisés y los diez mandamientos     | Aarón                        | RecordTV   |
| 2018 - 2019 | Jesús                              | Pedro                        | RecordTV   |
| 2021        | Génesis                            | Israel                       | RecordTV   |
| 2023        | Reyes                              | David,Rey de Israel y Judá   | RecordTV   |
| 2025        | Pablo, El Apóstol                  | Jesucristo                   | RecordTV   |

## Cine
- 2019 - Nada a Perder - Parte 2 - Edir Macedo
- 2018 - Nada a Perder - Edir Macedo
- 2016 - Moisés y los diez mandamientos: La Pelicula - Aarón
- 2006 - Boleiros 2 - Vencedores e Vencidos - Rafael Benítez
- 2003 - Cristina Quer Casar - Viriato Benucci
- 2003 - Tudo Que Ela Vê - Homem
- 2002 - Ofusca
- 2002 - Mutante - Pedro
- 2001 - Um Show de Verão - Isaac Freire
- 2001 - Memórias Póstumas - Brás Cubas (jovem)
- 2000 - Cronicamente Inviável
- 1992 - O Palco

## Teatro
| Año     | Título                                                                         | Papel              |
| ------- | ------------------------------------------------------------------------------ | ------------------ |
| 1987    | Deixa Estar                                                                    |                    |
| 1991    | Vem... Senta Aqui ao Meu Lado e Deixa o Mundo Girar, Jamais Seremos Tão Jovens | Homem              |
| 1992    | Dois Perdidos numa Noite Suja                                                  | Tonho              |
| 1992    | I Love Maiakovski & Lili Brik                                                  | Maiakówski         |
| 1993    | Teresa D'ávila                                                                 | O Inquisador       |
| 1995    | Roberto Zucco                                                                  | Roberto Zucco      |
| 1995    | Abelardo, Heloisa                                                              | Pedro, o Venerável |
| 1996    | O Professor                                                                    | Aluno              |
| 1997    | Algo em Comum                                                                  | Artur              |
| 1997    | Caixa Dois                                                                     | Henrique           |
| 1999–00 | Últimas Luas                                                                   | Filho              |
| 2001    | Dias das Mães                                                                  | Jonathan           |
| 2003    | Tudo de Mim                                                                    | Juliano            |
| 2004    | K2                                                                             | Harold             |
| 2004    | O Mistério do Fantasma Apavorado                                               | Escritor           |
| 2006    | Acorda, Brasil                                                                 | Laerte             |
| 2006–07 | Pequenos Crimes Conjugais                                                      | Gilberto           |
| 2013    | Três Dias de Chuva                                                             | Theo               |
| 2014    | Caros Ouvintes                                                                 | Vicente            |

## Premios y nominaciones
| Año  | Premio                                       | Categoría              | Trabajo           | Resultado |
| ---- | -------------------------------------------- | ---------------------- | ----------------- | --------- |
| 1987 | Prêmio Qualidade Brasil                      | Mejor actor            | Serras Azuis      | Ganador   |
| 1987 | Troféu APCA                                  | Mejor actor            | Algo em Comum     | Ganador   |
| 1989 | Jornada Sesc de Teatro                       | Mejor director         | O Defunto         | Ganador   |
| 1989 | Festival de Teatro Universitário de Blumenau | Mejor director         | O Defunto         | Ganador   |
| 1989 | Festival de Teatro Universitário de Tatuí    | Mejor director         | O Defunto         | Ganador   |
| 2001 | Academia Brasileira de Arte e Historia       | Honor al mérito        | Memórias Póstumas | Ganador   |
| 2004 | Ayuntamiento de São Paulo                    | Mejor actor            | Seus Olhos        | Ganador   |
| 2009 | Prêmio Minha Novela                          | Mejor actor de reparto | Poder paralelo    | Nominado  |